# Agelena mengei
Agelena mengei es una especie de araña del género Agelena, familia Agelenidae. Fue descrita científicamente por Lebert en 1877.

## Distribución
Esta especie se encuentra en Suiza.